# Georgie Davis
Georgie Davis (artiestennaam van Kees Rietveld, Den Haag, 1969) is een Nederlandse zanger die bekend is geworden door zijn optreden in de allereerste Soundmixshow-finale van Henny Huisman in 1985. Hij deed hierin een imitatie van Stevie Wonder en was met 16 jaar de jongste deelnemer en zat nog op het havo. Het was het jaar waarin ook Glenda Peters (de winnares) en Gerard Joling deelnamen. In dat jaar was er nog geen televoting maar was er een vakjury met daarin onder anderen George Baker en Jacques d'Ancona.

## Carrièreverloop na deSoundmixshow
Na dit televisiedebuut nam hij de single "Blackstar" op, dat op de vijfde plaats van zowel de Top 40 als de Nationale Hitparade wist te komen. Ook kwam er een lp met de titel "The Power of the Young", geproduceerd door Hans van Eijck. Hierna heeft hij nog meer singles opgenomen, maar die kwamen niet verder dan de Tipparade of de onderste regionen van de Nationale Hitparade.
In 1990 deed de zanger opnieuw een poging een hit te scoren door mee te doen aan het Nationaal Songfestival van dat jaar. Hij vertolkte daar het door John Ewbank geschreven liedje "Eenmaal" en kwam daarmee door de voorronde. In de finale werd hij echter laatste van tien deelnemers, met één punt minder dan de toen nog onbekende Gordon, die negende werd en uiteindelijk een jaar later zou doorbreken. Na een studie aan het conservatorium nam hij in 1993 het duet "At your side" op met Glennis Grace, die hij tijdens een talentenjacht op 13-jarige leeftijd had ontdekt en het muziekvak in heeft gebracht en die zelf een jaar later de Soundmixshow zou winnen.
Voor André Hazes heeft hij tussen 1992 en 1999 zes songs geschreven op vier verschillende albums, die alle de meervoudig gouden en platina status behaalden. Voor hem zelf bleven de hits echter uit. In 2000 begon hij samen met zijn vader een taxibedrijf in Zoetermeer. Davis is nog wel actief in de muziek, zij het op een lager pitje. In 2005 schreef hij voor het Nationaal Songfestival het liedje "Baby it’s you" voor zangeres Chastity (zanger). Door een conflict dat hij toen met de zangeres kreeg over de uitvoering, leek het erop dat hij voor een andere uitvoerend artiest zou kiezen, maar uiteindelijk werd de zaak bijgelegd. Zijn liedje kwam met Chastity wel door de voorrondes heen, maar eindigde in de finale van het Nationaal Songfestival op een vijfde plaats.
Eind 2009 deed Davis mee aan X Factor onder de naam Kacy Davis; hij kwam daar echter niet door de voorrondes.

## Discografie
Davis heeft meerdere nummers uitgebracht die samen met, of door anderen werden vertolkt. Hieronder volgt een overzicht van het door Davis zelf uitgevoerde werk:

### Albums
| Album met eventuele hitnotering(en) in de Nederlandse Album Top 100 | Datum van verschijnen | Datum van binnenkomst | Hoogste positie | Aantal weken | Opmerkingen |
| ------------------------------------------------------------------- | --------------------- | --------------------- | --------------- | ------------ | ----------- |
| The power of the young                                              |                       | 07-12-1985            | 45              | 6            |             |

### Singles
| Single met eventuele hitnotering(en) in de Nederlandse Top 40 | Datum van verschijnen | Datum van binnenkomst | Hoogste positie | Aantal weken | Opmerkingen                   |
| ------------------------------------------------------------- | --------------------- | --------------------- | --------------- | ------------ | ----------------------------- |
| Blackstar                                                     |                       | 13-07-1985            | 5               | 12           | #5 in de Nationale Hitparade  |
| Take it out in a boogie                                       |                       | 19-10-1985            | tip3            | -            | #34 in de Nationale Hitparade |
| Human love                                                    |                       | 08-03-1986            | tip             | -            |                               |
| Break her stride                                              |                       | 09-08-1986            | tip             |              |                               |
| Call me my baby                                               |                       | 03-12-1988            | tip19           |              | #87 in de Nationale Hitparade |
| It takes a little time                                        |                       | 19-12-1992            | -               |              | #64 in de Nationale Hitparade |